# Montmorency (metrostation)
Montmorency is een metrostation in de Canadese gemeente Laval. Het station werd geopend op 28 april 2007 en wordt bediend door de oranje lijn van de metro van Montréal.
Het metrostation en de nabijgelegen hogeschool zijn vernoemd naar de eerste bisschop van Québec, François de Montmorency-Laval.